# FAS (ген)
FAS (англ. Fas cell surface death receptor), апоптозний антиген 1 (APO-1 або APT), кластер диференціації 95 (CD95) або рецептора фактора некрозу пухлини 6 (TNFRSF6) – білок, який кодується геном FAS.
FAS рецептор є рецептором смерті на поверхні клітин, що призводить до запрограмованої загибелі клітин (апоптоз). Це один з двох шляхів апоптозу, інший - мітохондріальний шлях . FasR розташований на 10 хромосомі у людей і на 19 у мишах. Подібні послідовності, пов'язані еволюцією , знайдено у більшості ссавців.

## Ген
FAS рецептор розташований на довгому плечі 10 хромосоми (10q24.1) у людини і на 19 хромосомі у мишей. Ген лежить на плюсі (ланцюг Уотсона) і становить 25,255 баз в довжину, організованих в дев'ять екзонів, що кодують білок. Кількість варіацій 19764

## Білок
Попередні звіти визначили цілих вісім варіантів сплайсингу, які транслюють на сім ізоформ білка. Індукуючий апоптоз FAS рецептор називають ізоформою 1 і він є трансмембранним білком типу 1. Багато інших ізоформ є рідкісними гаплотипами, які зазвичай пов'язані із захворюванням. Однак дві ізоформи, мембранно-пов'язана форма і розчинна форма, що викликають апоптоз, є нормальними продуктами, продукування яких регулюється за допомогою альтернативного сплайсингу цитотоксичним РНК білком-кодуючим TIA1.
Зрілий білок FAS має 3195 амінокислот, маумолекулярну  масу 37732 дальтон і ділиться на 3 домени: позаклітинний домен, трансмембранний домен і цитоплазматичний домен. Позаклітинний домен має 157 амінокислот і багатий залишками цистеїну. Трансмембранні та цитоплазматичні домени мають відповідно 17 і 145 амінокислот. Екзони з 1 по 5 кодують позаклітинну область. Екзон 6 кодує трансмембранну область. Екзони 7-9 кодують внутрішньоклітинні області.

### Локалізація
- плазматична мембрана
- позаклітинна
- ядро
- цитозоль
- мітохондрії
- цитоскелет
- лізосоми
- пероксисоми
- ендоплазматичний ретикулум
- ендосоми

### Фенотипні зв'язки між FAS геном та органами
| Шари зародків | - ентодерма - мезодерма - ектодерма |
| Системи       | - серцево-судинна - травна - імунна - покривна - лімфатична - нервова - дихальна - опорна - сечо-видільна                                                                                  |
| Область       | - Голова і шия: мозок, очі, голова, нижня щелепа, верхня щелепа, рот, череп, зуб - Грудна клітина: легені - Живіт: нирка, печінка, селезінка - Кінцівки: суглоби та кістки кінцівок - інші |

## Функції
FAS утворює індукуючий смерть сигнальний комплекс (DISC), після зв'язування ліганду. Мембранно-закріплений FAS -ліганд тример на поверхні сусідньої клітини викликає олігомеризацію FAS. Нещодавні дослідження, які передбачали тримеризацію FAS, не можуть бути підтверджені. Інші моделі запропонували олігомеризацію до 5-7 молекул FAS в DISC. Ця подія також імітується зв'язуванням агоністичного антитіла FAS , хоча деякі дані свідчать про те, що апоптотичний сигнал, індукований антитілом, є ненадійним при дослідженні FAS сигналізації. З цією метою було використано кілька розумних способів тримеризации антитіл для досліджень in vitro.
Після завершення агрегації домену смерті (DD) рецепторний комплекс захоплюється за допомогою клітинного ендосомального механізму. Це дозволяє молекулі адаптера FADD пов'язувати домен смерті FAS через свій власний домен смерті.
FADD також містить ефектор-домен смерті (DED) поблизу свого аміно-кінця, що полегшує зв'язування з DED FADD-подібного інтерлейкіну-1 бета-перетворюючого ферменту (FLICE), більш часто згадується як каспаза-8. FLICE потім може самоактивуватися за допомогою протеолітичного розщеплення на p10 і p18 субодиниці, дві з яких утворюють активний гетеротетрамерний фермент. Активна каспаза-8 потім вивільняється з DISC в цитозоль, де вона розщеплює інші ефекторні каспази, в кінцевому підсумку призводить до деградації ДНК, мембранного спучування та інших ознак апоптозу.
Нещодавно було показано, що FAS сприяє росту пухлини, оскільки під час прогресування пухлини він часто пригнічується або клітини стають резистентними до апоптозу. Ракові клітини в цілому, незалежно від їх фазової чутливості до апоптозу, залежать від їхньої конститутивної активності FAS. Це стимулюється рак-продукованим FAS-лігандом для оптимального росту.
Хоча було показано, що FAS сприяє росту пухлини у вищезгаданих моделях мишей, аналіз бази даних геноміки раку людини виявив, що FAS значно не посилюється фокусно в наборі даних з 3131 пухлин (FAS не є онкогеном), але значно фокусно видаляється цілий набір даних з цих 3131 пухлин, що свідчить про те, що FAS функціонує як супресор пухлини у людей.
У культивованих клітинах FASL індукує різні типи апоптозу ракових клітин через рецептор FAS. У моделях AOM-DSS-індукованої карциноми товстої кишки і MCA-індукованих сарком мишей було показано, що FAS діє як супресор пухлини. Крім того, рецептор FAS також опосередковує протипухлинну цитотоксичність цитостатичної T-лімфоцитів (CTL), специфічної для пухлини.